# استاتین (دارو)
برای عنصری با این نام، آستاتین را ببینید
اِستاتین‌ها گروهی از داروهای کاهنده کلسترول خون هستند که با مهار آنزیم کاهنده اچ‌ام‌جی-کوآ (HMG-CoA reductase) عمل می‌کنند.استاتین‌ها معمولاً در پیشگیری از بروز بیماری‌های قلبی عروقی ناشی از افزایش چربی خون استفاده می‌شوند.

## بعضی انواع استاتین‌ها
- آتورواستاتین
- سیمواستاتین
- فلوواستاتین
- لووستاتین
- روزوواستاتین
- پیتاواستاتین
- پراواستاتین

## آنزیم HMG-CoA reductase
آنزیم هیدروکسی متیل‌گلوتاریل کوآنزیم آ ردوکتاز آنزیمی است که در سلول تبدیل HMG-CoA را به موالونات کاتالیز می‌کند. این آنزیم در مسیر سوخت و ساز موالونات آنزیم تعیین‌کننده سرعت واکنش‌ها است. (یعنی مهار یا تسریع آن موجب کاهش یا افزایش سایر واکنش‌ها می‌شود). مسیر سوخت و ساز موالونات یک مسیر متابولیکی بسیار مهم در یوکاریوتها و بسیاری از باکتریها است که نهایتاً موجب تولید بسیاری از ترکیبات مهم مانند کلسترول می‌شود.

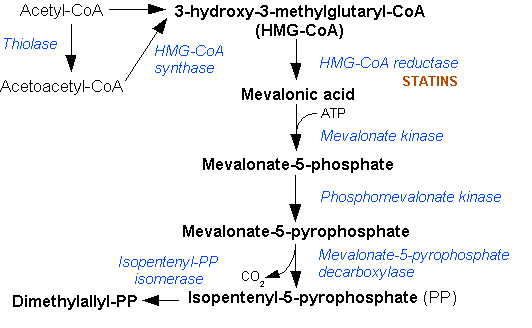
Mevalonate pathway

## مقایسه فواید و عوارض جانبی
داروها علاوه بر اثرات درمانی دارای عوارض جانبی هستند. داروی استاتین که برای کاهش چربی هم استفاده می‌شود، سبب افزایش پرخاشگری زنان می‌شود؛ در حالیکه میزان پرخاشگری در مردان را کاهش می‌دهد.
علاوه بر این مطالعات محققان دانشگاه کالیفرنیا در سن دیه گو نشان می‌دهد که این دارو ضمن کاهش چربی خون، احتمال ابتلا به بیماری‌های قلبی را نیز کاهش می‌دهد. البته مضرات گوناگونی نیز برای این دارو پیش‌بینی شده‌است؛ از جمله اینکه خطر ابتلا به دیابت نوع ۲ را افزایش می‌دهد.
هم چنین مطابق یک بررسی که در نشریه لنست منتشر شده و چندین سازمان بزرگ بهداشت و درمان در بریتانیا هم از آن حمایت کرده‌اند نشان می‌دهد که استاتین سالانه از هشتاد هزار مورد سکته قلبی و مغزی در این کشور پیشگیری می‌کند و فواید آن بسیار بر عوارض جانبی می‌چربد و در مقابل این فواید ، عوارض اصلی استاتین‌ها مانند میوپاتی (درد و ضعف عضلات)، ابتلا به دیابت و خون‌ریزی مغزی نادر بوده و معمولاً با قطع دارو به سرعت بر طرف شده‌اند اما در صورت قطع نامناسب استاتین، سکته قلبی و مغزی احتمالی ناشی از آن می‌تواند عوارضی بسیار شدیدتر و ماندگارتر به جا بگذارد و حتی باعث مرگ بیمار شود.
مطالعه اخیر با تجزیه و تحلیل داده های ژنتیکی از 340000 شرکت کننده در Biobank بریتانیا، نشان داد که مهارکننده های PCSK9، دسته جدیدی از داروهای کاهش دهنده کلسترول، به طور بالقوه می توانند عملکرد ریه را مختل کنند. علیرغم اینکه اکثر داروهای کلسترول به طور موثر خطرات قلبی عروقی را بدون عوارض جانبی قابل توجه کاهش می دهند، این مطالعه همچنین ارتباط بین استاتین ها و BMI بالاتر، چربی بدن و کاهش تستوسترون را نشان داد، در حالی که به طور غیر منتظره ای افزایش حجم مغز هیپوکامپ را نشان داد که ممکن است خطر زوال عقل و افسردگی را کاهش دهد.
https://scitechdaily.com/new-cholesterol-drugs-could-harm-lungs-warns-groundbreaking-global-study/

## تحقیقات جدید
بزرگترین تحقیقات در مورد استاتین‌ها و کووید با داده‌های نزدیک به ۱ میلیون نفر انجام شده و تصور می‌شود اثرات ضد التهابی استاتین‌ها احتمال زنده ماندن از کووید را افزایش می‌دهد. 
نتایج یک بررسی جدید که در کشور سوئد صورت گرفته نشان می‌دهد، مصرف استاتین‌ها می‌تواند خطر مرگ ناشی از کووید را تا ۱۲ درصد کاهش دهد.
به گزارش دیلی‌میل، استاتین‌ها گروهی از داروها هستند که می‌توانند به کاهش سطوح کلسترول خون کمک کنند. آنها این کار را با مسدود کردن آنزیمی در کبد که برای ساخت کلسترول ضروری است، انجام می‌دهند.
بزرگترین تحقیقات در مورد استاتین‌ها و کووید با داده‌های نزدیک به ۱ میلیون نفر انجام شده و تصور می‌شود اثرات ضد التهابی استاتین‌ها احتمال زنده ماندن از کووید را افزایش می‌دهد.
دانشمندان می‌گویند یافته‌ها هنوز نیاز به کار بیشتری از طریق آزمایشات تصادفی دارند، اما به طورکلی بر اساس یک مطالعه، استاتین‌ها می‌توانند شانس مرگ و میر ناشی از کووید را تا ۱۲ درصد کاهش دهند.
کارشناسان مستقل می‌گویند این مطالعه سرنخ‌های حمایتی را ارائه می‌دهد که استاتین‌ها می‌توانند به بیماران مبتلا کمک کنند.
محققان سوئدی بزرگترین تجزیه و تحلیل استاتین ها و پتانسیل ضد کووید آنها را انجام دادند و داده های بهداشتی ناشناس 1 میلیون نفر را ردیابی کردند.